# 서울 봉은사 대웅전 신중도
봉은사 대웅전 신중도(奉恩寺 大雄殿 神衆圖)은 서울특별시 강남구 삼성동 대웅전에 있는 조선시대의 신중도이다. 2007년 9월 27일 서울특별시의 유형문화재 제229호로 지정되었다.

## 개요
1844년(도광24) 7월 현왕도와 함께 조성, 봉안된 것으로 세로 200.5cm, 가로 245cm의 비단바탕에 그려졌는데 신중도로는 꽤 큰 편에 속한다. 화면의 위쪽에는 구곡병(九曲屛)을 두르고, 향 우측에는 위태천과 천룡팔부 등의 신장, 향 좌측에는 범천과 제석천을 비롯한 천부중을 배치하였다.
범천과 제석천은 네모난 신광을 두르고 서로 마주보고 있는데, 왼쪽에는 이마에 제3의 눈이 표현된 범천이 높은 보관을 쓰고 합장하였고 맞은편에 황금의 보(補)가 달린 옷을 입은 제석천이 옷 속에 두 손을 넣고 서있다. 범천은 녹색, 제석천은 붉은 옷을 입고 있어 서로 보색대비를 이루고 있으며 옷에는 아름다운 문양과 화려한 금니의 채색으로 인해 이들이 신중 가운데 으뜸가는 존재임을 잘 보여준다. 얼굴과 손 등에는 호분을 칠하였으나 다른 권속들과 마찬가지로 퇴색과 박락이 심하다. 그러나 둥근 얼굴에 작은 이목구비가 단정하면서도 원만한 모습이다. 범천과 제석천 아래에는 문관복에 원유관과 경전을 얹은 관을 쓴 일궁천자와 월궁천자가 나란히 서있는데, 금색의 화려한 각대(角帶)와 금으로 장식한 보관이 천자의 위상을 나타내는 듯하다. 이들의 오른쪽으로는 비파ㆍ생황ㆍ대금ㆍ피리ㆍ장구 등을 연주하는 주악천녀와 향로를 들고 있는 천녀, 당ㆍ번을 들고 있는 천녀 및 동자가 그려져 있다. 이들은 범천, 제석천과 같이 둥글며 원만한 상호에 작은 이목구비를 하고 있는데, 하단의 피리와 대금을 부는 인물들이 서로 마주본 것을 제외하고는 모두들 별 움직임이 없이 조용하게 서있다. 위태천을 위시한 천룡팔부는 칼과 창을 들고 오른쪽을 향하고 있어 마치 주악천녀의 음악을 듣는 듯한 모습이다. 위태천은 새 날개깃으로 화려하게 치장된 투구를 쓰고 금색의 삼지창을 들고 있으며, 그 아래로 백익선(白翼扇)을 든 산신(山神)과 주조신(主竈神), 용왕(龍王), 주정신(主井神), 무기를 든 신장들이 당당하게 서있다. 천부중들과 달리 얼굴을 짙은 갈색으로 칠하고 부릅뜬 눈과 무성한 턱수염 등 호법신으로서의 특징을 잘 표현하였다.
채색은 적색을 주조색으로 하여 녹색과 흰색, 갈색, 금색 등을 함께 사용하였는데, 특히 권속들의 보관과 옷, 무기, 지물 등에 금색을 많이 사용하고 권속들의 얼굴에 흰색을 칠하여 화면이 화려하면서도 환한 느낌을 준다. 음영법은 거의 사용되지 않았으며 호법신들의 수염과 천부중의 머리 등을 세필로 세밀하게 묘사하였다.
화기에 의하면 여러 상궁들의 시주로 송암당 대원, 월하당 세원, 도운당□□, 석암당 □□, 한운당 □□ ,비구 □□, 비구 □□, 비구 □□, 비구 □□, 비구 □□ 등이 그렸는데, 이중 송암당 대원(松巖堂 大園)은 같은 해(1844년) 현왕도를 그렸다.
화기
道光二十四年甲辰七月二十九日廣州郡修道山奉恩寺神衆幀新造成奉安于本寺 證明洛巖堂正訓 無鏡堂觀周 布雲堂閠聚 誦呪 比丘廣嶽 金魚仁源堂体□ 退隱堂宥仁 松巖堂大園 片手月霞堂世元 道雲堂□□ 石庵堂□□ 漢雲堂□□ 比丘□□ 比丘□□ 比丘□□ 比丘□□ 比丘□□ 持殿龍谷堂廣□ 供養主比丘富悅 都監比丘聚寬 別座比丘呂玉 鍾頭比丘就鈺 時判事比丘喜成 三綱 有司比丘善義 首僧比丘準益 書記比丘軆修 山中老德 龜潭堂大奎 比丘道弘 比丘戒性 比丘惠文 比丘浩□ 比丘忠欣 比丘宗元 比丘寶侃 比丘戒眞 比丘香林 負木林老享 施主秩 淸信女己未生尙宮… 坤命戊申生尙… 尙宮辛… 尙宮… 尙宮… 尙宮… 坤命壬戌生… 乾命辛… 坤命癸亥… 乾命… 乾命… 坤命□戌生… 乾命甲寅… 坤命癸… 淸… 坤命… 乾命… □命丙… 淸信女… 淸信女…

이 신중도는 범천과 제석천, 위태천을 함께 묘사한 형식을 취하고 있다. 이러한 형식은 대부분 제석천과 범천을 위쪽에 그리고 위태천과 천룡팔부를 아래쪽에 그리는 것이 일반적이지만, 여기에서처럼 한쪽에 범천과 제석천, 다른 한쪽에 위태천을 배치하는 구도는 1790년 현등사 지장암 신중도를 비롯하여 남양주 흥국사 신중도(1868년), 서울 사자암 신중도(1880년), 흥국사 신중도(1892년), 서울 미타사 칠성전 신중도(1899년), 진관사 신중도(1910년) 등 19세기 서울, 경기지역의 신중도에서 많이 볼 수 있는 것으로, 봉은사 신중도는 그 중 이른 시기의 작품 중 하나이다.
이 불화는 또한 1844년 상궁들의 시주로 제작된 작품으로서 조선말기 상궁들에 의해 활발하게 행해졌던 불사(佛事)를 엿볼 수 있다는 점에서도 주목된다. 따라서 서울시 유형문화재로 지정한다.

## 참고 자료
- 봉은사 대웅전 신중도 - 국가유산청 국가유산포털